# Heinz Soénius
Heinz Soénius (* 26. September 1929 in Köln; † 8. Februar 2020 ebenda) war ein deutscher Politiker (CDU).

## Berufstätigkeit
Soénius begann nach dem Besuch der Volks- und Mittelschule 1946 eine Lehre bei den Köln-Bonner Eisenbahnen AG, anschließend war er dort  bis 1968 beschäftigt. Elf Jahre wirkte er in dem Unternehmen als Betriebsrat. 1968 wechselte er als Geschäftsführer zur Stadtwerke Köln GmbH und zur Wohnungsgesellschaft der Stadtwerke GmbH. 1989 wurde er zusätzlich Arbeitsdirektor und Sprecher der Geschäftsführung des Stadtwerke-Konzerns bis zum Eintritt in den Ruhestand 1994.

## Politik
1947 trat Soénius in die damalige Gewerkschaft ÖTV, heute Vereinte Dienstleistungsgewerkschaft (Ver.di), ein. In der Gewerkschaft übte er verschiedene Funktionen aus, unter anderem von 1983 bis 1986 als externer Arbeitnehmervertreter im Aufsichtsrat der Thyssen Niederrhein AG Hütten- und Walzwerk, Duisburg.
1961 wurde Soénius für die Christlich Demokratische Union Deutschlands (CDU), der er seit 1947 angehörte, in den Stadtrat von Köln gewählt. Dort vertrat er für die CDU die Wohnungspolitik. In seiner siebenjährigen Ratsmitgliedschaft hat er den Kölner Wohnungsbau mitgestaltet. Von 1970 bis 1990 war er Mitglied im Landtag Nordrhein-Westfalen, dort im Fraktionsvorstand der CDU und deren Sprecher für Wohnungsbau. und viele Jahre Vorsitzender der Arbeitnehmergruppe der CDU-Fraktion. Zehn Jahre war Soénius auch Vorsitzender der CDU in Köln (1972–1982). Gleichzeitig vertrat er führend über Jahrzehnte die Arbeitnehmer in der CDU Deutschlands, als Vorsitzender des größten CDA-Kreisverbandes Köln, stellvertretender Landesvorsitzender der CDA Rheinland. Er prägte die Christlich-Demokratische Arbeitnehmerschaft (CDA), der er seit 1946 angehörte, über Jahrzehnte entscheidend mit. Von 1959 bis 2020 war er Mitglied des Bundesvorstandes der CDA, deren Schatzmeister er von 1981 bis 1995 war. Anschließend wurde er zum Ehrenschatzmeister der CDA ernannt. Als langjähriger Vorsitzender der Stiftung Christlich-Soziale Politik e. V. (1985–1998, anschließend Ehrenvorsitzender) hat er die Errichtung der Bildungswerkstätte Arbeitnehmerzentrum Königswinter entscheidend gesichert. In seiner aktiven Zeit formulierte er maßgeblich die steuerpolitischen Leitsätze der CDA mit.

## Mieterbewegung
1965 wurde Soénius Beiratsmitglied des Mieterverein Köln e. V., in dessen Vorstand er nach vier Jahren gewählt wurde. 1995 wurde er zum Vorsitzenden gewählt. Dieses Amt nahm er bis 2007 wahr, danach wurde er auch hier Ehrenvorsitzender. Dem Beirat des Deutschen Mieterbundes gehörte Soénius seit Mitte der 1970er Jahre an, dem Vorstand von 1995 bis 2007. Seit 2007 war Soénius Ehrenvorsitzender des DMB in NRW. Durch eine von ihm betriebene Fusion zweier Verbände in Rheinland und Westfalen wurde dieser Landesverband 2003 gegründet.
1990 bis 2012 war er Vorsitzender des Aufsichtsrates der Gemeinnützigen Wohnungs- und Baugenossenschaft Mieterschutz.

## Soziales
Von 1979 bis Oktober 2012 stand Soénius der Stegerwaldstiftung als Stiftungsratsvorsitzender vor. Danach gehörte er dem Stiftungsvorstand als Ehrenvorsitzender an. Die Stiftung unterstützt Projekte für behinderte Menschen. An erster Stelle steht dabei das betreute Wohnen für psychisch Kranke, die auf diesem Weg wieder in den Alltag integriert werden sollen. Dazu dient die Köln-Ring gGmbH, eine Tochtergesellschaft der Stegerwald-Stiftung, deren Verwaltungsratsvorsitzender Soénius gleichzeitig war. 

## Privates
Soénius war verheiratet mit Ruth Lindweiler und hatte drei Kinder.
- Peter Michael Soénius (* 1956) war von 2001 bis 2009 Kämmerer der Stadt Köln. Seit 2009 ist er Hauptgeschäftsführer der Gold-Kraemer-Stiftung, Frechen
- Ruth Jeanne Soénius (* 1959) ist Industrie-Designerin in New York
- Ulrich Soénius (* 1962) ist Historiker, Archivar, Kulturpolitiker, Stellv. Hauptgeschäftsführer der Industrie- und Handelskammer, Köln, und Direktor des Rheinisch-Westfälischen Wirtschaftsarchivs.

Der Rennfahrer Hans Soenius (1901–1965) war ein Vetter seines Vaters.
Heinz Soénius starb 2020 im Alter von 90 Jahren. Seine Grabstätte befindet sich in der Kölner Grabeskirche St. Bartholomäus.

## Ehrungen
2007 erhielt Soénius den Hans-Böckler-Preis der Stadt Köln als zweiter Preisträger verliehen.